# Porte-de-Savoie
Porte-de-Savoie es una comuna del departamento de Saboya, en la región de Auvernia-Ródano-Alpes, en el sureste de Francia. Se creó el 1 de enero de 2019 por la fusión de los antiguos municipios de Les Marches (la sede) y Francin.